# Arman Andreasian
Arman Andreasian (armeniska: Արման Անդրեասյան), född 27 december 1999, är en armenisk brottare som tävlar i fristil.

## Karriär
Vid EM 2025 i Bratislava tog Andreasian silver i 70 kg-klassen efter en finalförlust mot David Bajev.